# Trường Đại học Kinh doanh và Công nghệ Hà Nội
Trường Đại học Kinh doanh và Công nghệ Hà Nội là một cơ sở đào tạo giáo dục tư thục tại Việt Nam, được thành lập theo Quyết định số 405/TTg ngày 14 tháng 6 năm 1996 của Thủ tướng Chính phủ tại Hà Nội.

## Lịch sử
Khi mới thành lập vào tháng 6 năm 1996, trường có tên là Trường Đại học dân lập Quản lý và Kinh doanh Hà Nội và do Giáo sư Trần Phương (Chủ tịch Hội khoa học kinh tế Việt Nam, nguyên Phó Chủ tịch Hội đồng Bộ trưởng) làm hiệu trưởng. Do mở rộng mục tiêu đào tạo sang lĩnh vực kỹ thuật - công nghệ, trường được đổi tên thành Trường Đại học Kinh doanh và Công nghệ Hà Nội kể từ tháng 5 năm 2006, Sau đó trường bỏ tên dân lập. Trường nằm trong hệ thống giáo dục quốc dân.

## Quy mô đào tạo
Là cơ sở đào tạo đa ngành (trên 25 ngành); đa cấp (Cao đẳng, Đại học, Thạc sĩ, Tiến sĩ), đa hình thức (Chính quy, Liên thông, Vừa học- vừa làm, Trực tuyến). Trường xác định sứ mệnh của mình là đào tạo các nhà kinh tế và các nhà kỹ thuật- công nghệ thực hành; Bác sĩ, dược sĩ, cử nhân điều dưỡng giỏi y thuật và giàu y đức tạo nguồn nhân lực trình độ cao cho sự nghiệp công nghiệp hóa, hiện đại hóa đất nước.
Trải qua 27 năm hoạt động, Trường đã tiếp nhận 144.600  học viên và sinh viên. Số đã tốt nghiệp là 109.636 người (Cử nhân, kỹ sư, kiến trúc sư:  88.117 người; Thạc sĩ: 3.517 người; Tiến sĩ: 13 người).   
Trường có một đội ngũ cán bộ giảng dậy hùng hậu: 1139 giảng viên cơ hữu. Trong đó có: 86 Giáo sư, Phó Giáo sư; 122 Tiến sĩ và 670 Thạc sĩ.☃☃↵Trường được trang bị 4.100 máy vi tính.

## Bê bối - sai phạm

### Sai phạm hết trong đào tạo, tuyển sinh
Năm 2017, trường tuyển sinh trình độ thạc sĩ vượt chỉ tiêu được thông báo. Trong đó khối ngành III (Kinh doanh và quản lý, Pháp luật) vượt 79%; khối ngành V (Toán và thống kê, Máy tính và công nghệ thông tin, Công nghệ kỹ thuật, Kỹ thuật, Sản xuất và chế biến, Kiến trúc và xây dựng, Nông lâm và thủy sản, Thú y) vượt 35%. Trường không được thông báo chỉ tiêu văn bằng 2 khối ngành VII (Nhân văn, Khoa học xã hội và hành vi, Báo chí và thông tin, Dịch vụ xã hội, Khách sạn-du lịch-thể thao và dịch vụ cá nhân, Dịch vụ vận tải, Môi trường và bảo vệ môi trường, An ninh quốc phòng) nhưng trường vẫn tuyển sinh và đào tạo 138 sinh viên ngành ngôn ngữ Anh thuộc khối ngành này.
Năm 2018, trường tuyển sinh vượt chỉ tiêu so với chỉ tiêu trường tự xác định ở một số ngành/chuyên ngành. Cụ thể, ngành Tài chính – ngân hàng vượt 36%; ngành Quản lý kinh tế vượt 96,6%; ngành Quản lý công vượt 98%. Đối với tuyển sinh trình độ ĐH chính quy, năm 2018 trường vượt 30,7% và năm 2019 vượt 46,3% so với chỉ tiêu trường tự xác định.
Năm 2019, trường xác định chỉ tiêu tuyển sinh trình độ thạc sĩ 9/10 ngành/chuyên ngành vượt năng lực đào tạo theo quy định của Bộ GD&ĐT. Trong đó, ngành Quản lý công vượt 236%, ngành Ngôn ngữ Trung Quốc vượt hơn 400%.

### Chưa đảm bảo điều kiện đào tạo
Kết luận thanh tra của bộ GD&ĐT cũng thông tin hồ sơ dự tuyển nghiên cứu sinh năm 2017 của 3 nghiên cứu sinh có dấu hiệu không phải là hồ sơ dự tuyển năm 2017. Một số túi bài thi tự luận kết thúc học phần trình độ Đại Học có hiện tượng chấm thi chưa đúng quy định tại Quy chế của Bộ và quy chế của trường. Việc xét tốt nghiệp cho sinh viên tốt nghiệp sớm hoặc tốt nghiệp bổ sung không thông quả hội đồng xét tốt nghiệp của trường là không đúng theo quy định của quy chế.
Trường tổ chức đào tạo một số học phần trình độ thạc sĩ của 19 lớp ngoài trụ sở chính của trường khi chưa được phép của cơ quan quản lý Nhà nước có thẩm quyền theo quy định của Bộ GD-ĐT, vi phạm quy định của Chính phủ quy định xử phạt vi phạm hành chính trong lĩnh vực giáo dục.
10 ngành trình độ Đại học, 3 ngành trình độ tiến sĩ của trường không đảm bảo điều kiện duy trì ngành theo quy định của Bộ GD&ĐT.

### Giáo trình 'đường lưỡi bò'
Ngày 5-11, ông Vũ Văn Hóa, phó hiệu trưởng trường, cho biết trong quá trình kiểm định, Phòng Khoa học và đảm bảo chất lượng của trường còn phát hiện giáo trình "Tổng quan về Trung Quốc" (NXB Đại học Bắc Kinh, 2018) lồng vào những hình ảnh ghi Hoàng Sa và Trường Sa của Việt Nam là Nam Sa và Tây Sa. Thông báo thu hồi các cuốn sách này được đưa ra vào ngày 21-10.

### Pano chào mừng ngày thành lập Quân Đội Nhân Dân Việt Nam có cờ Trung Quốc
Ngày 19/12/2022, Trên mạng xã hội xuất hiện hình ảnh tấm pano được cho là đặt trong khuôn viên trường Đại học Kinh doanh và công nghệ Hà Nội nhưng có hình nền quốc kỳ Trung Quốc gây xôn xao dư luận.
Nơi treo phông nền trên là cơ sở 2 trường Đại học Kinh doanh và công nghệ Hà Nội cơ sở TP Từ Sơn, tỉnh Bắc Ninh.
Qua xác minh, xác định 1 người ở Khoa Giáo dục, quốc phòng và an ninh và một người ở Phòng Quản trị đã tự ý làm nên và nghĩ đó là chuyện nhỏ. Sự việc được sinh viên chụp lại đưa lên mạng xã hội. Ngay sau khi xác định tính chất nghiêm trọng của vụ việc nhà trường đã họp kỷ luật 2 cán bộ trên với hình thức trước mắt tạm đình chỉ công tác để xem xét mức độ kỷ luật.
Sau khi xảy ra vụ việc các cán bộ cơ sở 2 đã thay đổi lại pano, tuy nhiên vẫn còn sử dụng 1 chi tiết góc bên phải lấy từ hình ảnh quân nhân Trung Quốc để làm pano cho ngày kỉ niệm của Quân Đội Nhân Dân Việt Nam.

## Tổ chức
Trường Đại học Kinh doanh và Công nghệ Hà Nội là một trường đào tạo đa ngành, đa cấp, đa hình thức.

### Đào tạo trình độ Đại học
Trường đào tạo 28 ngành (nghề):
Nhóm ngành Kinh tế - Kinh doanh
- Quản lý nhà nước
- Quản lý kinh doanh
- Kinh doanh Quốc tế
- Quản trị dịch vụ Du lịch và Lữ hành
- Tài chính
- Ngân hàng
- Kế toán
- Luật kinh tế
- Kinh tế
- Quản lý Tài nguyên và Môi trường

Nhóm ngành Kỹ thuật - Công nghệ
- Công nghệ Thông tin
- Kỹ thuật Điện - Điện tử
- Kỹ thuật Cơ điện tử
- Kỹ sư Công nghệ kỹ thuật Ô tô
- Kỹ thuật Xây dựng công trình
- Kiến trúc
- Thiết kế công nghiệp
- Thiết kế đồ hoạ
- Thiết kế nội thất
- Công nghệ Kỹ thuật môi trường
- Quản lý Đô thị và Công trình

Nhóm ngành Ngoại ngữ
- Ngôn ngữ Anh
- Ngôn ngữ Trung
- Ngôn ngữ Nga

Nhóm ngành Sức khoẻ:
- Y Đa khoa
- Răng Hàm Mặt
- Dược học
- Điều dưỡng

### Đào tạo trình độ Cao đẳng
Trường đào tạo 8 ngành (nghề):
- Kế toán doanh nghiệp
- Quản trị doanh nghiệp
- Công nghệ thông tin
- Điện điện tử
- Cơ, điện tử
- Điều dưỡng
- Kỹ thuật chế biến món ăn
- Dược sỹ

### Đào tạo trình độ Thạc sĩ
- Tài chính - Ngân hàng
- Quản lý kinh tế
- Quản lý công
- Quản trị kinh doanh
- Kỹ thuật phần mềm
- Công nghệ thông tin
- Ngôn ngữ Anh
- Kiến trúc
- Kế toán

### Đào tạo trình độ Tiến sĩ
- Quản trị kinh doanh

## Thành tích
- Huân chương Lao động hạng Ba.
- Huân chương Lao động hạng Nhì.
- Huân chương Lao động hạng Nhất.

## Địa chỉ
- Trụ sở chính: 29A - Ngõ 124, Phố Vĩnh Tuy (đầu cầu Vĩnh Tuy), phường Vĩnh Tuy, Quận Hai Bà Trưng, Hà Nội
- Cơ sở Từ Sơn: Phường Đình Bảng, Thành phố Từ Sơn, tỉnh Bắc Ninh